# أياكس أمستردام موسم 2005–06
كان موسم 2005–06 هو الموسم الـ106 لنادي أياكس والموسم الـ50 على التوالي للنادي في الدوري الهولندي.